# Leucanthemum graminifolium
Espèce
Classification phylogénétique
Leucanthemum graminifolium, la leucanthème à feuilles de graminée ou  Marguerite à feuilles de graminée est une espèce de plantes à fleurs de la famille des Asteraceae.

## Description
C'est une plante herbacée vivace. Les inflorescences sont de grands capitules aux ligules blanches autour du centre jaune sur une longue tige.

## Habitat
Elle fréquente les pelouses calcaires.
En France, elle est présente dans quinze départements